# Andronic de Cirros

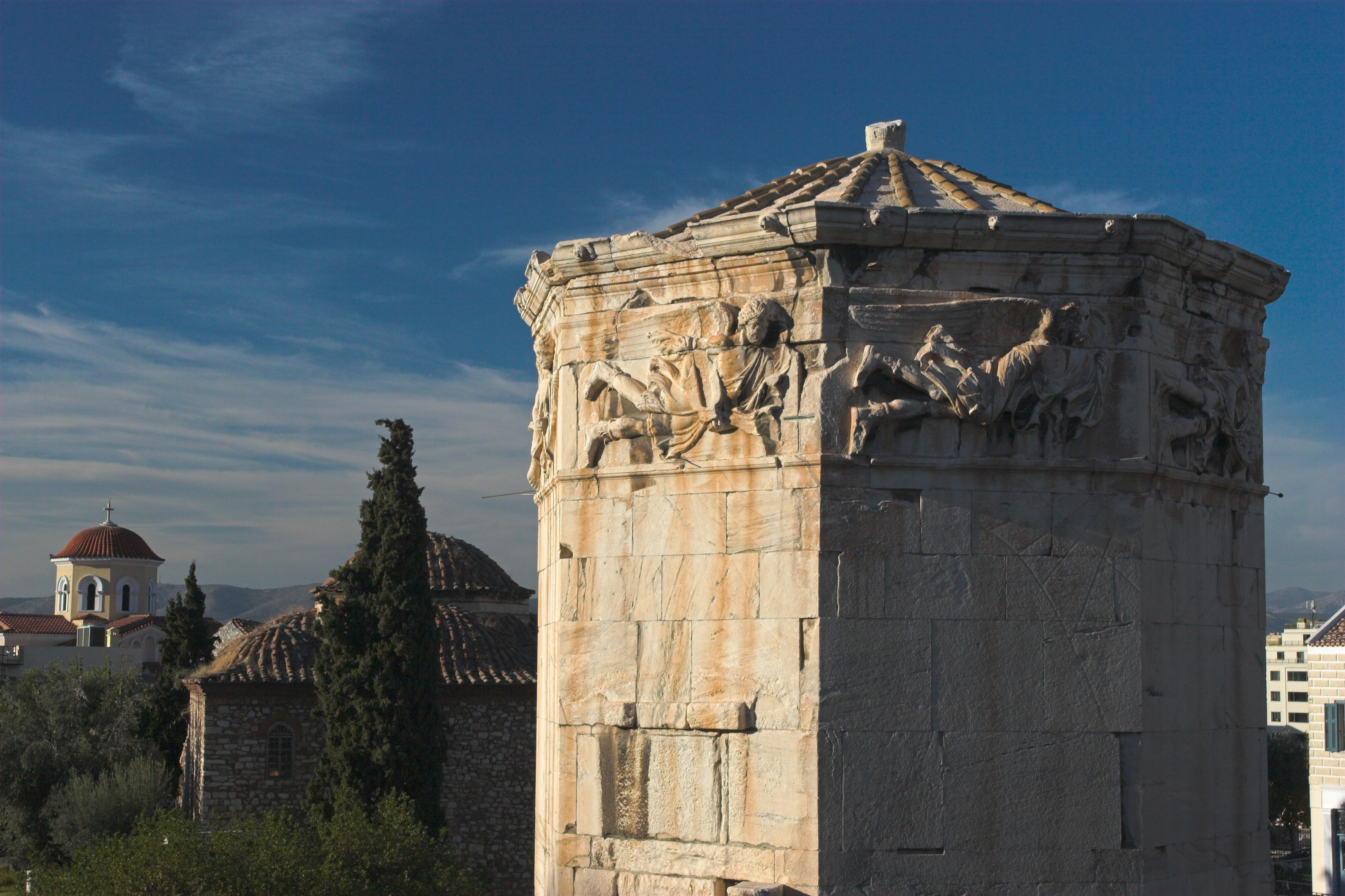
Torre dels Vents.

Andronic de Cirros (grec antic: Ανδρόνικος Κυρρήστης, llatí: Andronicus Cyrrhestes) fou un astrònom grec nadiu de Cirros (Macedònia) que va viure cap a l'any 100 aC i va construir la torre octogonal d'Atenes coneguda com a Torre dels Vents.
Vitruvi afirma que hi ha qui diu que els vents només són quatre, però que si s'observa detingudament en realitat són vuit. I afegeix que Andronic va instal·lar a Atenes una torre octogonal de marbre on a cada angle hi havia esculpida la imatge d'un vent que mirava cap al lloc d'on bufava. Sobre la torre va muntar un pilar de marbre que a la part superior tenia la imatge d'un tritó de bronze que tenia una vareta a la mà dreta. Quan hi havia vent, la figura es movia i la vareta se situava sobre la imatge del vent que estava bufant.
Varró anomena l'edifici rellotge i diu que permetia mesurar el temps de dues maneres. A les parets exteriors tenia unes línies que amb gnòmons al damunt donaven indicacions de la posició del sol, i a l'interior hi havia una clepsidra amb aigua que provenia de la font anomenada Clepsidra al nord-oest de l'Acròpoli. Probablement va ser construïda al segle I aC.